# Esteban Cabal
Esteban Cabal Riera (Madrid, 1 de noviembre de 1958) es un escritor y político ecologista español. Fue concejal con Los Verdes de 1991 hasta 1994, y desde su fundación es presidente del partido Los Verdes-Grupo Verde.

## Biografía y carrera política
Cabal afirma haber participado desde joven en la oposición del régimen franquista, sufriendo sus represalias[cita requerida] y teniendo que exiliarse en 1975 en París durante un año,[cita requerida] cuando aún era menor de edad.
Tras cinco años de viaje por el mundo y tres viviendo en una masía del Pirineo catalán (cerca de Olot),[cita requerida] habría regresado a Madrid para retomar su activismo político, primero como redactor del periódico El Correo Verde[cita requerida], y luego como director de la revista Planeta Verde[cita requerida], de difusión gratuita, que más tarde se convertiría en asociación.
Formó parte de la Federación Progresista, fundada en 1984 por Ramón Tamames e integrada en 1986 en la nueva coalición Izquierda Unida. Sin embargo, Cabal salió de la coalición al año siguiente, tras haber supuestamente sido uno de los representantes por Madrid en la Comisión Ejecutiva Federal.[cita requerida]

### Concejal de Los Verdes en Rivas-Vaciamadrid
En 1990, Cabal fue elegido secretario de organización de Los Verdes de Madrid, organización de Los Verdes en la Comunidad de Madrid, y en las elecciones municipales del año siguiente encabezó la lista de Los Verdes en Rivas-Vaciamadrid, resultando elegido concejal de la localidad. Fue también el coordinador de la campaña electoral de Los Verdes en toda España. Fue el primer concejal de Los Verdes elegido en la Comunidad de Madrid,[cita requerida] destacándose especialmente por su oposición a la incineradora de Valdemingómez por los efectos nocivos para la población y el medio ambiente y por su propuesta de alternativas.[cita requerida]
Sin embargo, apenas producida su elección, se produjo un fuerte enfrentamiento entre Cabal y la dirección de Los Verdes, durante el que se le acusó de suplantar a por la dirección del partido para legitimarse públicamente, usando materiales a los que tenía acceso por su puesto como coordinador de campaña, y de ser alguien "con una corta trayectoria en la defensa del medio ambiente" que había "aprovechado el tirón de las reivindicaciones ecologistas en su propio beneficio político".
Inicialmente afirmó que votaría en blanco en la investidura del alcalde, aunque en octubre de ese año se integró en el equipo de gobierno municipal liderado por Izquierda Unida, haciéndose cargo del área de Medio Ambiente.
En 1993 fue candidato de Los Verdes para el Senado por Madrid, sin resultar elegido.

### Salida de Los Verdes, creación de Los Verdes-Grupo Verde
En 1994 fue una de las personas que decidió formar una candidatura aparte de la de Los Verdes para las elecciones europeas. Esta lista, Grupo Verde, sería el embrión de Los Verdes-Grupo Verde. Cabal fue el cabeza de lista, obteniendo 109.567 votos (0,59%). A finales de ese año, Cabal se integró en el grupo municipal de Izquierda Unida en el Ayuntamiento de Rivas-Vaciamadrid, haciéndose cargo del área de Participación Ciudadana. En ese momento, IU gobernaba Rivas en coalición con el PSOE.
En 1999 fue de nuevo elegido concejal, esta vez en Navacerrada, donde ejerció hasta 2003. En las elecciones europeas de 1999 encabezó la candidatura de Los Verdes-Grupo Verde obteniendo el respaldo de 138.835 electores (0,66%). LV-GV fue la décima candidatura más votada.
En las elecciones de 2003 fue coordinador electoral de la candidatura aglutinadora de Los Verdes-Izquierda de Madrid encabezada por José María Mendiluce para el Ayuntamiento de Madrid, que alcanzó los 26.448 votos (1,55%). Cabal fue el número 3 de la lista a la Asamblea de Madrid, que no obtuvo representación a pesar de su cuarta posición (42.322 votos, 1,38%). Los Verdes-Izquierda de Madrid incluyeron a Esteban Cabal en el Patronato de la recién creada Fundación de Estudios Medioambientales, Políticos y Sociales (FEMAPS).
En las elecciones municipales de 2007 fue segundo en la lista de LV-GV al Ayuntamiento de Madrid, siendo la cuarta fuerza más votada en la capital con 14.011 votos (0,89%).
En septiembre de 2010 aparecieron declaraciones suyas respecto al proceso de acercamiento de LV-GV a Izquierda Unida (IU) respecto a su proceso de refundación, iniciando un ciclo electoral en el que LV-GV estaría coaligado con IU, con él en las listas electorales de IU a la Asamblea de Madrid. En enero de 2012, Cabal interpuso una demanda de conciliación contra Izquierda Unida Comunidad de Madrid por un supuesto incumplimiento de los acuerdos electorales, que desembocaría en la ruptura de la alianza electoral de LV-GV con IU.
Trabajó como director de programas de la Fundación de Investigación y Desarrollo Ambiental (FIDA)[cita requerida] y pertenece al Patronato de la Fundación Gondwana, Hombre y Biosfera[cita requerida]. Dirige la Comisión de Política Municipal de la Mesa de Unidad de los Verdes,[cita requerida] proyecto creado por Los Verdes-Grupo Verde para intentar unificar el espacio electoral ecologista, aunque apenas consta más que de los grupos regionales y locales de dicho partido.

## Obra publicada
Esteban Cabal es el autor de Historia de los Verdes, libro que narra la trayectoria de los grupos verdes españoles desde su gestación en 1983 hasta las vísperas de las elecciones generales de 1996. Sin embargo, Paco Barreda, uno de los históricos del ecologismo español (impulsor[cita requerida] y firmante del Manifiesto de Tenerife en 1983) discute algunas de sus informaciones y razonamientos.
Esteban Cabal es también autor de más de diversos artículos publicados en diferentes medios de comunicación, y de otros libros como la Guía de aditivos usados en alimentación o Neem, el árbol del siglo XXI. Pero su obra más conocida es Gobierno mundial (Mandala Ediciones 2012), en la que afirma que "El complot urdido desde hace 300 años por la élite financiera para apoderarse del mundo está llegando a su fase final: el gobierno mundial privado y plutocrático. Pero no será fácil: la globalización ha fracasado, el capitalismo ha caducado, el petróleo barato tiene los días contados y la humanidad está a punto de vivir convulsiones inimaginables durante la próxima década".

## Controversias
En las Elecciones municipales de 2011 en Zaragoza, la candidatura de Los Verdes-Grupo Verde incluyó a miembros de partidos de Extrema derecha como el Movimiento Social Republicano y Democracia Nacional, situación que a punto estuvo de repetirse en varias candidaturas de Tenerife. La presencia de neonazis en sus listas generó bastante polémica, dado que Cabal, además de negar la probada militancia ultraderechista de los miembros de su lista, se encontraba como portavoz de LV-GV negociando con Izquierda Unida un acuerdo de coalición a nivel estatal.
La candidatura Recortes Cero se presenta desde 2014 a las elecciones en coalición con Los Verdes-Grupo Verde (con Esteban Cabal en el número 2 de las listas de Recortes Cero para las Elecciones al Parlamento Europeo de 2014, y repitiendo puesto en los comicios de 2019), lo que desató nuevas polémicas, debido al carácter de secta destructiva que diversos colectivos adjudican a la Unificación Comunista de España, el partido hegemónico en dicha coalición; que a pesar de definirse como comunista, pidió el voto para los partidos liberales Unión Progreso y Democracia y Ciudadanos durante los años anteriores a la formación de la candidatura Recortes Cero.
En noviembre de 2020, en medio de la pandemia global de coronavirus, sale a la luz en un artículo de El País una entrevista en donde afirma que la versión oficial (de la pandemia) "es absolutamente falsa" desarrollando vagamente su versión de los hechos. La entrevista también habla del think tank que creó tres meses antes de la entrevista para construir una "narrativa alternativa" a la oficial. El artículo le tilda de conspiranoico.
De pequeño vivió en la calle Marqués de Pico Velasco nº 1-3 de Madrid, en la colonia de San Vicente al final de la calle hoy llamada: Doctor Vallejo. En aquella época se llamaba "Caudillo de España". Esa colonia, era en cierta forma exclusiva, pues eran chalets de dos plantas y garaje, y mayoritariamente habitados por americanos de la base aérea de Torrejón de Ardoz. Su chalet era doble, dos chalets unidos, y en el medio había un ascensor, que era el asombro de los chicos de la colonia, pues en las casas de los demás logicamente no había.
En su anterior biografía, figuraba que estuvo exiliado en París. Si nació en 1958 y estuvo exiliado como él mismo decía, es de suponer que sería menor de edad. Ahora también aparece como torturado por "Billy el Niño", también cuando era menor de edad. Nació el 1-11-58 y según las noticias aparecidas a raiz de su querella, fué torturado en octubre de 1976, es decir pocos días antes de cumplir la mayoría de edad. O sea que estuvo exiliado y también fué torturado, no se sabe si al mismo tiempo. No hay constancia cierta de ninguna de las dos afirmaciones, ni si cuadran las fechas de sus afirmaciones. Sí es cierto que su hermano mayor Fermín, estuvo exiliado en París. De Esteban no hay ninguna referencia. Además su padre, en aquella época, tenía bastante relación con personas del régimen franquista por su trabajo. Igual podía haberle echado una mano. Ahora nos enteramos todos los del barrio de que Esteban era del "FRAP". Desde luego tanto los miembros de la "OMLE" como del "FRAP" del colegio "Obispo Perelló" del barrio de Quintana de Madrid, desconocían su afiliación. Tampoco era conocida su afiliación izquierdista por los miembros de la Joven Guardia Roja del "PTE". 
Un revolucionario, desconocido en el barrio.
Actualmente (2.021), participa en diversos actos y entrevistas en la televisión, como negacionista del coronavirus.
En 2017, se publicó un artículo en el periódico digital de izquierda (según la propia wikipedia) publico.es, titulado: 
ULTRADERECHA. La "unidad de España" produce extraños compañeros de 'mani'.